# Paris XV
Paris XV est le premier centre de tri de collecte sélective dans Paris intra-muros.
Situé au 62 rue Henry-Farman dans le 15e arrondissement de Paris, il est bordé par la ligne 2 du tramway d'Île-de-France, par le boulevard périphérique, l’héliport de Paris - Issy-les-Moulineaux, et par les immeubles de la Direction générale de l'Aviation civile et de Systra.

## Description
Le centre de tri Paris XV est construit sur deux niveaux. Il est composé d’une halle de réception et de tri et d’une halle de stockage et de conditionnement. Il comprend également de locaux sociaux, locaux d’entretien…
En 2019, après 10 mois de travaux de modernisation, la performance du centre de tri est largement augmentée passant de 20 000 à 32 200 tonnes par an de déchets recyclés. Cette modernisation permet un traitement de déchets 10 tonnes par heure contre seulement 6t auparavant grâce à une nouvelle chaîne de traitement. Ce chantier de rénovation s'accompagne par l'installation de nouvelles technologies parmi les plus innovantes dans le secteur du traitement de déchets : un tri granulométrique, cinq machines de tri optique, trois séparateurs balistiques, deux aimants et deux machines à courant de Foucault. 
Cette modernisation du centre Paris XV s'inscrit dans un contexte où de nouvelles politiques de gestion des déchets émergent. Celles-ci font face à un constat : moins de 20 % des déchets produits à Paris sont recyclés, alors que la capitale représente à elle seule 10 % des déchets du territoire national. Ainsi le Syctom, à travers un plan d'investissement de 173 millions d'euros sur la période 2015-2021, anticipe l'échéance de 2022 inscrite dans la Loi relative à la transition énergétique pour la croissance verte en modernisant ses sites de traitement des déchets. Cela passe notamment par l'adaptation des chaînes de traitement à l'extension du tri aux emballages plastiques et métalliques.
Ce qui est donc appelé le process tri, nouveau modèle de traitement des déchets plus performant grâce à des technologies les plus innovantes permet un gain de productivité très important. Ce modèle se traduit par une automatisation des chaînes de traitement qui reste toutefois complétée manuellement en fin de chaîne par des agents de tri. Cette dernière étape permet d'affiner la sélection des matières recyclables par catégorie.
L'un des objectifs de la modernisation du centre de tri Paris XV est également de renforcer la sécurité et les conditions de travail des agents de tri à travers trois axes principaux : une réduction de l’empoussièrement, un diminution du bruit généré par les équipements et un renforcement de la protection incendie de l’installation.
Le centre de tri Paris XV dont la capacité de recyclage s'élève aujourd'hui à 32 000 t par an, traite les déchets ménagers des communes de :
- Bagneux
- Malakoff
- Montrouge
- Paris (Ve, VIe et XVe ainsi qu’une partie du VIIe, XIIIe et du XIVe)

## Historique
- Début novembre 2018 : fermeture temporaire du centre de tri Paris XV et démarrage des travaux de modernisation
- Fin septembre 2019 : achèvement des travaux et début des essais
- Octobre à novembre 2019 : montée en charge et marche probatoire du nouveau process
- 15 octobre 2019 : inauguration du nouveau process de tri
- Début décembre 2019 : mise en service du centre de tri Paris XV modernisé

## Chiffres-clés
En 2018, 5 100 t de papiers, cartons et bouteilles en plastiques ont été évacuées depuis le centre de tri Paris XV par péniches.
Grâce à l'usage de modes de transport alternatifs dans la gestion des flux de déchets, le déplacement de 211 camions a été évité.
Le centre de tri Paris XV connaît un taux de recyclage de 78,8%.
En 2018, Paris XV correspond à 550 000 habitants desservis.